# 上朗斯帕克
上朗斯帕克（法語：Ranspach-le-Haut，发音：[ʁanspak.lə.o] 或 [ʁanspax.lə.o]；德语：Ober-Ranspach；阿尔萨斯语：Oberraischbe）是法国上莱茵省的一个市镇，位于该省东南部，属于米卢斯区和圣路易县（Saint-Louis）。该市镇总面积4.39平方公里，2009年时的人口为582人。

## 人口
上朗斯帕克人口变化图示